# Jacek Piechota
Jacek Jan Piechota, né le 27 avril 1959 à Szczecin, est un homme politique polonais membre de l'Alliance de la gauche démocratique (SLD). Il est ministre de l'Économie entre octobre 2001 et janvier 2003, et ministre de l'Économie et du Travail de mars à octobre 2005.

## Biographie

### Jeunesse
Membre du Parti ouvrier unifié polonais (PZPR) dès 19 ans, il est diplômé de la faculté de technologie et de génie chimique de l'École polytechnique de Szczecin. En 1984, il devient pour un an professeur de chimie dans un lycée de Szczecin. Parallèlement, il siège au conseil national de la ville.
À l'occasion des élections législatives du 13 novembre 1985, il est élu à 26 ans député à la Diète. Il conserve ce mandat lors des élections semi-libres du 18 juin 1989. En 1990, à la suite de la dissolution du PZPR, il rejoint le groupe parlementaire Gauche démocratique (KPLD), présidé par Włodzimierz Cimoszewicz.

### Ascension
Désormais membre de la Social-démocratie de la République de Pologne (SdRP), il postule aux élections législatives du 27 octobre 1991 dans la nouvelle circonscription de Szczecin sous les couleurs de la coalition Alliance de la gauche démocratique (SLD). S'il est le seul député de la SLD, il établit le meilleur résultat du territoire avec 18 964 votes préférentiels.
Le 4 juin 1992, son nom apparaît sur une liste publiée par le ministre de l'Intérieur Antoni Macierewicz, qui recense les collaborateurs et indicateurs de la police secrète du régime communiste (SB) : il aurait été recruté par le bureau de Szczecin le 3 mai 1984, sous le pseudonyme de « Robert ». Il fournira alors une déclaration affirmant le contraire, qui ne sera pas contesté par les autorités chargées de la lustration.
Il est réélu député dans la circonscription redécoupée de Szczecin à l'occasion des élections législatives anticipées du 19 septembre 1993, au cours desquelles il engrange 41 499 suffrages de préférence, réalisant à nouveau le premier score de la circonscription. Aux élections législatives du 21 septembre 1997, il conquiert un nouveau mandat avec 35 906 voix préférentielles, soit à peine 2 400 bulletins de plus que le conservateur Longin Komołowski.

### Ministre
Il se représente lors des élections législatives du 23 septembre 2001, alors que sa circonscription a de nouveau été redécoupée. Il récolte alors 54 667 votes préférentiels, ce qui constitue son record historique, ainsi que le meilleur score du territoire et de la voïvodie, où le syndicaliste agricole Andrzej Lepper est pourtant élu député.
Le 19 octobre, Jacek Piechota est nommé, à 42 ans, ministre de l'Économie dans le gouvernement de coalition du social-démocrate Leszek Miller. Il démissionne le 7 janvier 2003 et cède ses fonctions à Jerzy Hausner. Il devient toutefois secrétaire d'État du ministère de l'Économie et du Travail le 5 mai 2004, trois jours après la formation du premier gouvernement minoritaire de Marek Belka.
Il retrouve un rang ministériel le 31 mars 2005, quand il prend la suite de Hausner comme ministre de l'Économie et du Travail dans le deuxième gouvernement minoritaire de coalition de Marek Belka. À partir de juillet 2005, il siège au sein du comité électoral de la campagne de Włodzimierz Cimoszewicz pour l'élection présidentielle des 9 et 23 octobre suivant, mais ce dernier annonce son retrait le 14 septembre, pour raisons personnelles et familiales.

### Retrait progressif de la politique
Lors des élections législatives du 25 septembre 2005, il remporte un septième mandat parlementaire consécutif, mais avec seulement 17 257 suffrages de préférence, soit le deuxième meilleur résultat dans sa circonscription et le sixième meilleur pour un candidat de la SLD dans tout le pays.
Dans le cadre des élections locales de 2006, il est investi par la coalition Gauche et démocrates (LiD) candidat à la mairie de Szczecin. Au premier tour, le 12 novembre, il engrange 27,9 % des voix et se qualifie ainsi au second tour, qui se tient le 26 novembre. Il échoue largement, avec seulement 35,2 % des suffrages contre le candidat de la Plate-forme civique (PO) Piotr Krzystek.
Il renonce à la réélection à la Diète lors des élections législatives anticipées du 21 octobre 2007, abandonne la vie politique et se tourne vers le secteur privé.
Toutefois, il accepte de postuler aux élections sénatoriales du 9 octobre 2011 dans la circonscription de Szczecin. Avec 44 957 voix, il se contente de 24,4 % des exprimés et termine donc en deuxième position. Il devance cependant le candidat indépendant Artur Balazs, ancien ministre de l'Agriculture et lui aussi ex-député de Szczecin, de 3 600 votes.

## Décorations
- Ordre de l'Étoile blanche d'Estonie de 1re classe, 2002